# Горошко, Василий Яковлевич
Василий Яковлевич Горошко (5 марта 1909, деревня Радомля, теперь в составе города Тростянец Тростянецкого района Сумской области — 07 августа 1987, город Славянск, Донецкой области)  — ветеран войны, заведующий кафедрой математики Каменец-Подольского педагогического института, ректор Славянского государственного педагогического института Донецкой области. Кандидат физико-математических наук, доцент. Депутат Верховного Совета СССР 3-го созыва.

## Биография
Родился в крестьянской семье. Образование высшее.
С августа 1941 по 1946 год — в Красной Армии, участник Великой Отечественной войны. Воевал на Западном, Донском, Брянском, III-м Белорусском и первом Украинском фронтах. Служил переводчиком с немецкого языка 2-го разряда 528-го стрелкового полка 130-й стрелковой дивизии 28-й армии.
Член ВКП(б).
1 октября 1948—1956 года — заведующий кафедрой математики Каменец-Подольского педагогического института Каменец-Подольской (Хмельницкой) области.
В 1959—1964 года — ректор Славянского государственного педагогического института Сталинской/Донецкой области.

## Звание
- старший лейтенант административной службы

## Награды
- орден Отечественной войны II ст. (6.04.1985)
- орден Красной Звезды (28.07.1945)
- медали